# 第1期名人戦(旧) (囲碁)
第1期名人戦(旧)（だい1きめいじんせん）
囲碁の名人戦は、様々な軋轢の末、1960年末に読売新聞との契約が成立して発足し（名人 (囲碁)#旧名人戦の創設参照）、日本棋院と関西棋院によって行われることになり、1961年1月1日の読売新聞に社告が出されて第1期が開始された。この第1期は13人のリーグ戦により、藤沢秀行が9勝3敗の成績で優勝し、第1期名人位となった。

## 方式
参加棋士は、当時の九段位である、呉清源、木谷実、藤沢朋斎、坂田栄男、高川格、島村俊宏、宮下秀洋、杉内雅男、橋本宇太郎、橋本昌二、半田道玄の11名、及び前身となる日本最強決定戦リーグに残留していた岩田正男、最高位戦優勝者の藤沢秀行の計13名による総当たりリーグ戦で争われ、この優勝者が第1期名人となることとなった。（関西棋院の窪内秀知も1960年に九段になっていたが、昇段がもっとも新しいということで、日本棋院との折衝でリーグ入りならなかった。）
コミは5目（ジゴは白勝ち）、持時間は各10時間の二日制で行われた。

## 結果
1962年7月までで、藤沢秀行が呉、坂田も破って9勝2敗とトップを走り、日本棋院渉外担当理事として名人戦創設の推進役となった藤沢は、自分で名人戦を作って自分で名人になる気かなどとも言われた。前年の第16期本因坊戦で9連覇中の高川を破って念願の本因坊位に就いていた坂田は半田道玄、木谷実にも敗れて8勝3敗、呉も1961年8月の交通事故の後遺症に苦しみながら8勝3敗となっていた。8月5-6日の最終戦で呉-坂田戦、藤沢-橋本昌二戦が行われ、この結果で優勝が決定することになる。橋本は前半4勝1敗から宮下に負け、木谷、岩田に勝って6勝2敗と優勝戦線にいたが、その後連敗して6勝5敗と後退していた。
呉-坂田戦は港区芝明舟町の福田屋、藤沢-橋本戦は千代田区紀尾井町の福田屋で行われた。6日の午後9時過ぎに藤沢が投了して9勝3敗となる。呉-坂田戦は中盤まで坂田が優勢だったが、呉が追い上げて、午後11時55分、呉が白番ジゴ勝ちとして、9勝3敗となった。しかしジゴ勝ちは正規の勝ちより下位という事前のルールのため、同率ながらプレーオフ無しで藤沢秀行の優勝、第1期名人が決まった。藤沢は敗戦の時点で同率決戦と思い込んで街に出てしまい、優勝を知らせるために記者が駆け回ったという。
またリーグ戦は6名が陥落し、予選を勝ち抜いた3名が新加入して、9人のリーグ戦で第2期の名人への挑戦者を決定することになった。
リーグ戦績
- 1位 藤沢秀行 9-3
- 2位 呉清源 9-3（ジゴ勝1）
- 3位 坂田栄男 8-4（ジゴ負1）
- 4位 木谷実 7-5
- 4位 半田道玄 7-5
- 4位 橋本昌二 7-5
- 7位 藤沢朋斎 6-6
- 8位（リーグ陥落） 宮下秀洋 5-7
- 8位（リーグ陥落） 杉内雅男 5-7
- 8位（リーグ陥落） 島村俊宏 5-7
- 11位（リーグ陥落） 岩田正男 4-8
- 12位（リーグ陥落） 橋本宇太郎 3-9
- 12位（リーグ陥落） 高川格 3-9

## 対局譜
「劇的なジゴ」第1期名人戦リーグ最終局 1962年8月5-6日 呉清源-坂田栄男(先番)
序盤は互角の戦いだったが、下辺の戦いからコウとなり、黒は右辺を連打して優勢となる。白は上辺の黒の大石を狙って、左辺△（152手目）で二子を動き出し、以下白18までと打ってから白20で目を取りにいく。黒から22の点が利きでなくなっているため黒23までのコウとなり、白a、黒b、白cのコウ材から、白は上辺、黒は左下隅の白を取る振り替りとなった。この時点でも黒が盤面10目は優勢だったが、坂田はヨセで後退して、盤面5目、白のジゴ勝ちとなり、劇的な藤沢名人の誕生となった。この時はジゴを確認するために、念のために記録係の中山典之が別室で並べ直しを2度行った。